# More Touch
 More Touch ist ein Jazzalbum von Patricia Brennan. Die am 31. März und 1. April 2022 im Oktaven Audio Studio, Mountt Vernon (New York) entstandenen Aufnahmen erschienen am 18. November 2022 auf Pyroclastic Records.

## Hintergrund
Während ihres Musikstudiums in Philadelphia arbeitete die gebürtige Mexikanerin Patricia Brennan in klassischen Perkussion-Ensembles, und in den Pressematerialien sagt sie, dass sie diese Band ähnlich sehe. Zu ihr gesellen sich der Schlagzeuger Marcus Gilmore – bekannt für seine Arbeit in Vijay Iyers Trio – der kubanische Conguero Mauricio Herrera und der Bassist Kim Cass. Darüber hinaus nutzte Brennan die traditionelle Musik ihrer Heimatstadt Veracruz, Klänge, die konzeptionell viel mit Herreras afrokubanischer Grundlage zu tun haben.

## Titelliste
- Patricia Brennan: More Touch (Pyroclastic Records)[2]

1. Unquiet Respect 5:54
2. More Touch 7:47
3. Space for Hour 14:51
4. El Nahualli (The Shadow Soul) 5:16
5. The Woman Who Weeps 5:31
6. Square Bimagic 5:49
7. Convergences 6:32
8. Robbin 10:13
9. Sizigia (Syzygy) 5:10
10. And There Was Light 3:39

Die Kompositionen stammen von Patricia Brennan.

## Rezeption
Mit ihrem zweiten Album beackere die Vibraphonistin Patricia Brennan weiterhin frischen Boden für ihr Instrument; ihrer Solo-Debütaufnahme folge sie mit diesem ungewöhnlichen Quartett-Unternehmen, schrieb Peter Margasak (Complete Communion/The Quietus). Verglichen mit den durchlüfteten Erkundungen ihres Albums Maquishti (2021) sei das neue Album dicht und zeichne sich durch eine komprimierte polyrhythmische Matrix aus. Ihre Improvisationen seien eng mit straffen Grooves verwoben, aber sie würde konsequent Elektronik verwenden, um ihre Linien zu dehnen und zu abstrahieren, die sich routinemäßig in wunderschön nebligen Klangpools auflösen, nur um wieder Klarheit zu erlangen und weiter voranzutreiben. Es gebe Momente, in denen man wünsche, sie würde die Effekte ablegen und die wunderschöne Resonanz ihres Instruments unvermittelt über die kniffligen Muster ihrer Band schweben lassen, aber es stehe außer Frage, dass sie ein wirklich neues Idiom für das Vibraphon schmiede.
Auf Patricia Brennans zweitem Album würden „Rätsel methodisch ausgearbeitet und sofort gelöst“, meinte Dave Sumner (Bandcamp Daily). Zusammen mit Gilmore, Herrera und Kim Cass würde sie  Komplexität als Grundbaustein behandeln und sie so flexibel machen, dass sie sich auf einer fast elementaren Ebene mit dem Zuhörer verbindet. Folglich könne der Zuhörer entweder in die kleinsten Details eines Stücks eintauchen oder sich einfach zurücklehnen und sich von der Musik überwältigen lassen.
Dave Sumner (Bandcamp) zählte das Album zu den besten Neuerscheinungen des Jahres 2022 und schrieb, mit diesem Album ebne Patricia Brennan einen einfachen Weg, um sich mit Komplexität zu verbinden. In diesen Momenten könne der Zuhörer wählen, ob er sich mit der Musik als intellektuelle oder viszerale Übung auseinandersetzen will, in die Details der Konstruktion eintauchen oder einfach den Moment über sich ergehen lassen möchte. Brennans Veröffentlichung im Jahr 2021  Maquishti hätte (zu Recht) viel Aufmerksamkeit erhalten, und More Touch sei ein Beweis dafür, dass die kreative Laufbahn der Vibraphonistin sich fortsetzt.